# Walkden (Grand Manchester)
Pour les articles homonymes, voir Walkden.
Walkden est une ville située dans la Cité de Salford, dans le Grand Manchester en Angleterre.
Sa population en 2014 était de 35 616 habitants.
Historiquement, Walkden avait des activités liées aux mines de charbon et à l'industrie textile.